# Ліханов Альберт Анатолійович
Альберт Анатолійович Ліханов (рос. Альбе́рт Анато́льевич Лиха́нов; 13 вересня 1935, Кіров, Кіровська область, Російська РФСР — 25 грудня 2021) — російський письменник.
Автор сценаріїв українських фільмів: «Мій генерал» (1979, т/ф, 2 с), «Добрі наміри» (1984), створеного за своєю однойменного повістю.
Батько журналіста Дмитра Ліханова.

## Громадянська позиція
В березні 2014 підписав листа на підтримку політики Путіна щодо України.